# Iris planifolia
Iris planifolia är en irisväxtart som först beskrevs av Philip Miller, och fick sitt nu gällande namn av Adriano Fiori och Giulio Paoletti. Iris planifolia ingår i släktet irisar, och familjen irisväxter. Inga underarter finns listade i Catalogue of Life.

## Bildgalleri

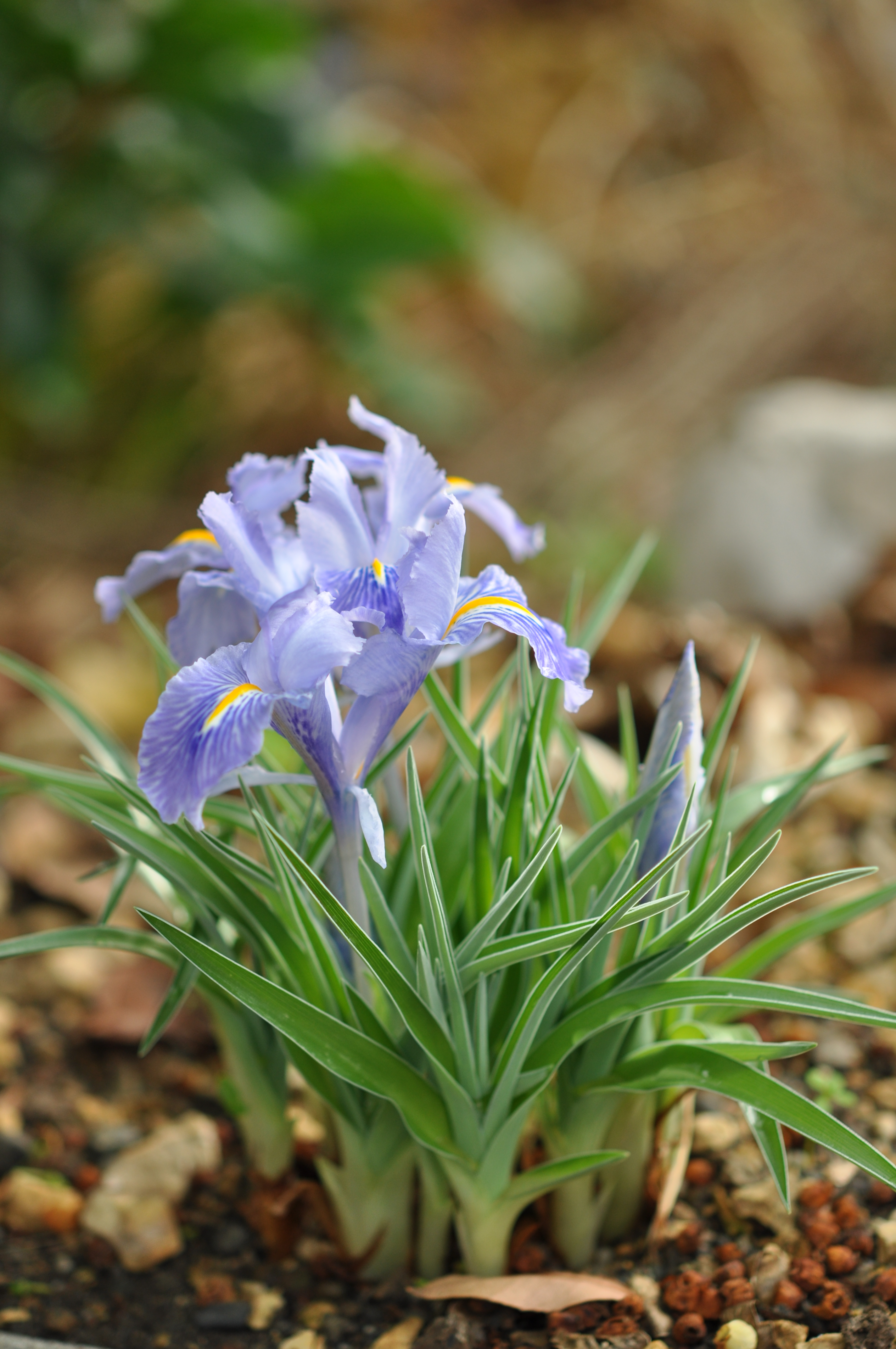
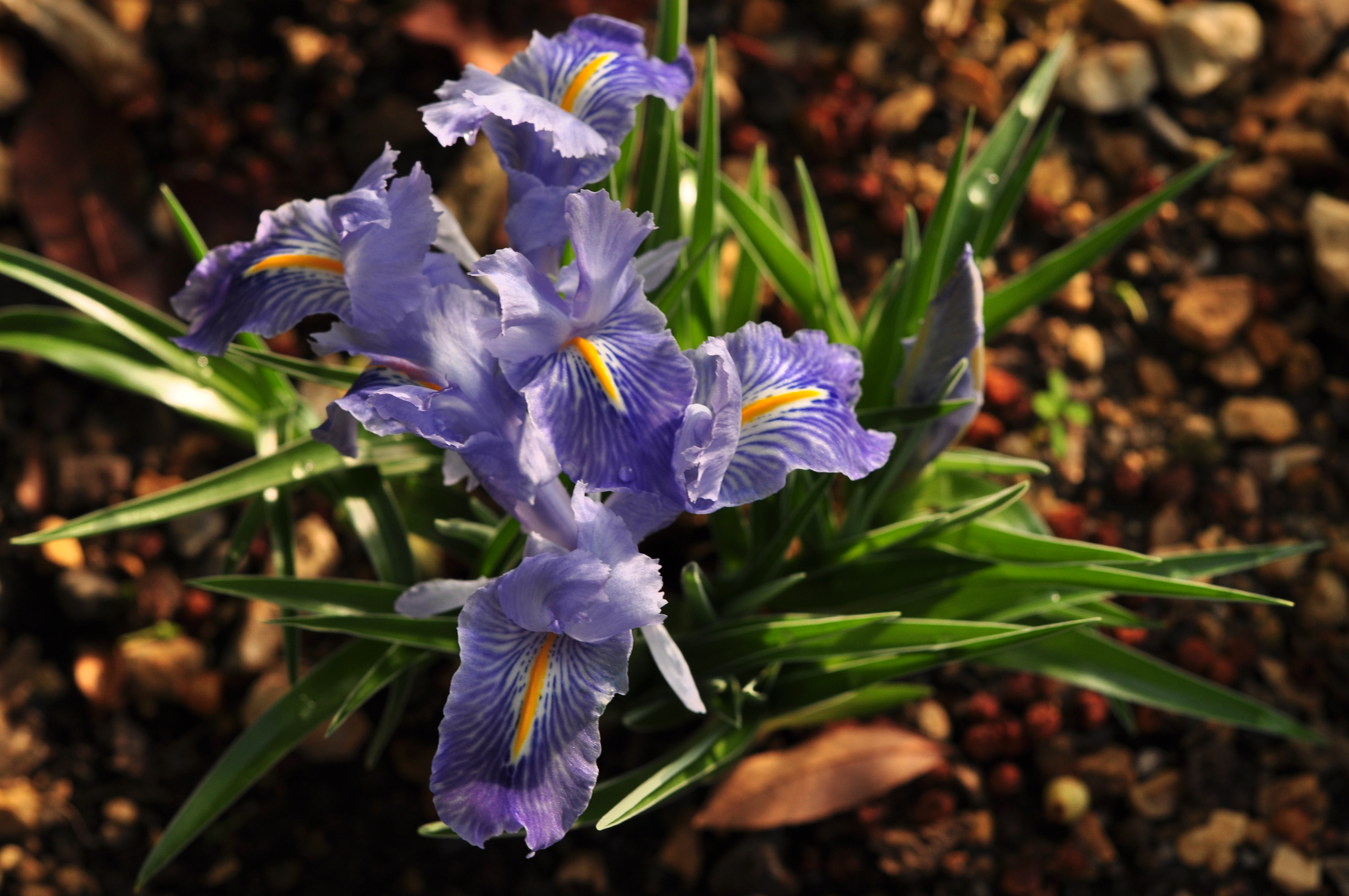
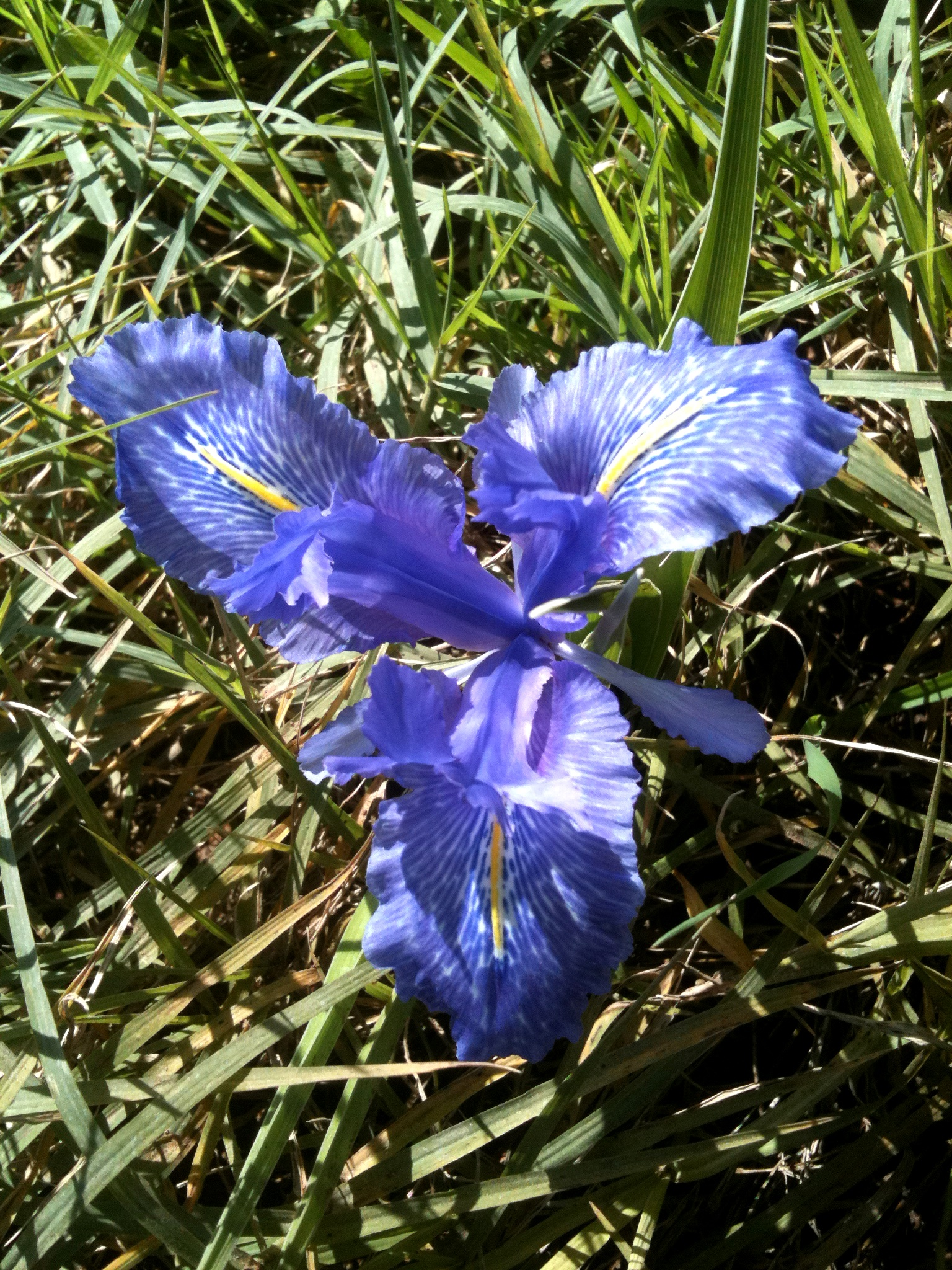
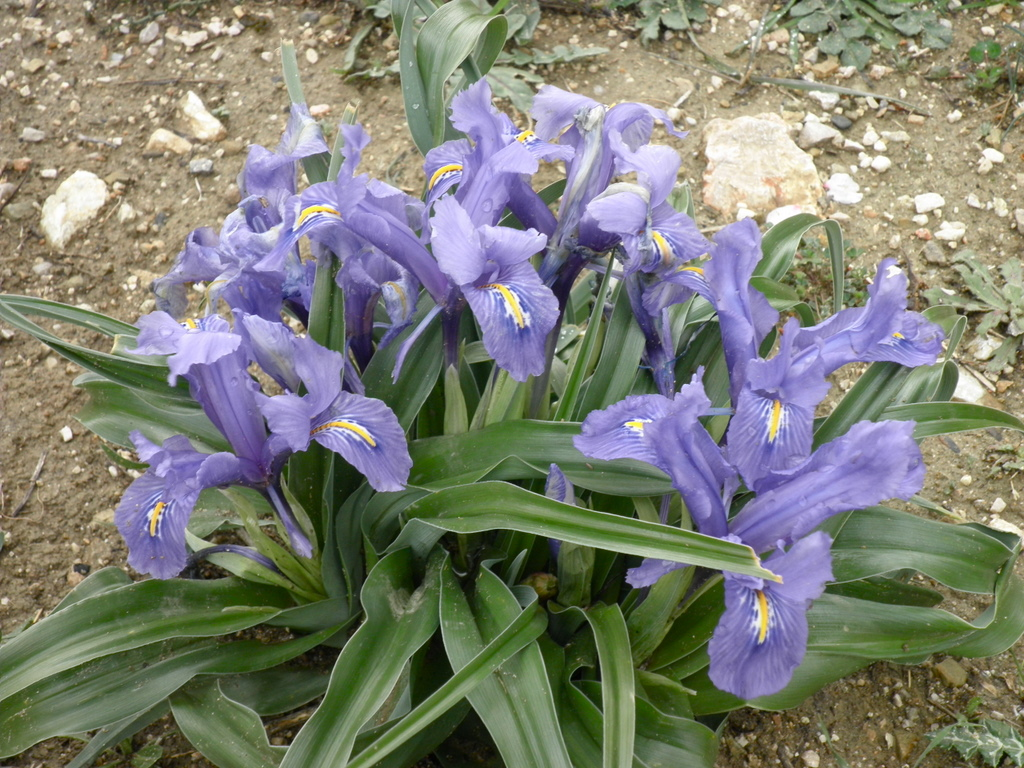